# علي الحداني
علي الحداني (1936 – 2007) هو شاعر وزجال مغربي، يعتبر من أبرز الكتاب في مجال الشعر الغنائي بالمغرب، حيث كتب العديد من الأغاني التي لاقت نجاحًا كبيرًا في الساحة الفنية المغربية والعربية، وقدَّم العديد من القصائد التي تم تلحينها وغنائها من قبل كبار الفنانين مثل محمد الحياني وعبد الهادي بلخياط.
تميزت أشعاره بالواقعية والتعبير المرهف عن المشاعر الإنسانية، مما جعلها تلامس وجدان المستمعين، وتخلده في الذاكرة الموسيقية المغربية كواحد من أبرز الشعراء.
تعاون مع العديد من الفنانين المغاربة والعرب أبرزهم عبد الهادي بلخياط، محمد الحياني، نعيمة سميح، عبد الوهاب الدكالي، سميرة سعيد، وماجدة الرومي.

## الميلاد والنشأة
وُلد علي الحداني سنة 1936 بمدينة فاس، لكن سرعان ما غادرها إلى مدينة الدار البيضاء، في مطلع ستينيات القرن الماضي انطلقت أولى البوادر الشعرية لدى الحداني مع الإخوان ميكري في أغنيتهم الشهيرة «مسك الليل» التي لقيت نجاحًا كبيرًا وشكلت آنذاك نقلة نوعية في مسار الأغنية المعاصرة، ومنذ ذلك الحين عانق الراحل الحداني دائرة الزجل الهادف والبسيط النابع من بحر الحياة بحلاوتها وانكساراتها. الراحل ابدع في صمت وتركنا في صمت، كانت له فلسفته الخاصة التي يمكن لكل عاشق للزجل المغربي وللأغنية المغربية نأن يلمسها في أشعاره أن يلمسها في أشعاره فكلماته تمتزج دائما بالحياة اليومية للمواطنين، بالمعاناة، بالألم، وبلحظات سعادة سرعان ما يأتي معها الفراق وبالتالي ألم النسيان.

## فلسفته
إنها الفلسفة الحدانية التي تتركنا نردد كلماته بدون أن نتعمد حفظها، تخترق شرايين الوجدان دون حقنة، لأنها نابعة من الواقع اليومي للمواطن.
علي الحداني صاحب الإحساس المرهف وهذا ما نجده في مجموعة من الأشعار التي أتحفنا بها كأغنية : العمارة، حتى فات الفوت عاد سولني كيف بقيت لراحلة ماجدة عبد الوهاب حيث تعامل مع الكثير من الفنانيين الكبار أمثال عبد الهادي بلخياط وسميرة سعيد ونعيمة سميح... وغيرهم .
ماميز شخصية الحداني أنه كان قليلة الكلام كثير العطاء دون إغفال الأعمال المسرحية التي اشتغل عليها رفقة الفنان المغربي المقتدر أحمد الطيب لعلج غير أن شخصية الحداني الشعرية وشغفه وعشقه للزجل جعلانه يتألق ويخلص للشعر وإلى فلسفته وطريقة احتفائه بالحياة . وفي كلمات قالها عنه الأستاذ إبراهيم بوحقية:
«سمعت وقريت وطرت بجناح
ف بحور لمعاني
وشلى نغمة عطرهافاح
وماظنيت قلم ينجبهاثاني
هي كلمة بشكل صباح
وكمرة ف ليل بضو يلقاني
هي ربيع بعطر فواح
وبسمة ف ثوب أغاني
هي حزن بعتاب صداح
وفرحة بهاها سر رباني
هي كلمة طاقة لسراح
وماتحلق غير في سما الحداني « .
ومن أجمل القصائد التي كتبها الحداني: الله عليها قصارة وهي من الحان الراحل محمد بن عبد السلام، وغنتها الفنانة نعيمة سميح . هذه القصيدة تسافر بنا نحو الفلسفة الحدانية وطريقته الاحتفائية بالحياة .
«الله عليها قصارة
زرت ونفعاتني زيارة
و نعمت بساعة حداه
و عشت بين هاك ورا
و حلات الجلسة معاه
و بدات قلوبنا تبارى
و البارع يحكي هواه
الله عليها قصارة
العشيق تلاقى بخاه
صار الهوى يلعب لعبو
ياتي بالمايا والأشعار
صار قلبي يمحي آثار عذابو
محايني ولهيب النار
صار قلبي يهمس فودان حبابو
خايف اللحظة لا تقصار
الله عليها قصارة
الليل معانا باحلامو
فن وجمال و حكايات
رطب شواقنا بانسامو
ذوقنا حلاوة الحياة
و بلغ بينا الهوى حدو
و حنا ما زال عاد فالبدو
و الحب يباركها عشرة
يهدينا أحلى ما عندو
الله عليها قصارة
العشيق تلاقى بخاه
عمري ما حسيت أنا
بهاذ النشوة وبهاذ الهنا
أول مرة شافت عيني
يا ناس الفرحة فرحانة
فعيون حبيبي شايفها
بقلبي وبروحي حاملها
الله عليها قصارة
العشيق تلاقى بخاه»
علي الحداني استطاع أن يمتعنا بأغانيه التي افرحتنا تارة وابكتنى تارة أخرى ثم جعلتنا نتأمل في تقلبات الزمان وفي حياتنا اليومية وعلاقتنا بالأخر، لينضاف اسمه في سجل العديد ممن ساهموا في إغناء ربرتوار الأغنية المغربية أمثال : الراحل عبد القادر الراشدي، محمد بن عبد السلام، عبد السلام عامر.. وغيرهم .
علي الحداني لم يمت بل سيظل في قلوب كل المغاربة الذين غنوا له واخلصوا لشعره عطرا فواحا برائحة قصائده التي كتبها ورددها الملايين.

## أعماله
هذه بعض الأغاني الشهيرة التي كتبها علي الحداني:
- 1972: حتى فات الفوت
- 1972: بارد وسخون
- 1973: ياك أجرحي
- 1975: مسك الليل
- 1979: يا محبوبي
- 1980: قطار الحياة
- 1980: ماشي دق الزين
- 1982: الله عليها قصارة
- 1984: وأنت دايز طلل علينا

## وفاته
توفي على الحداني يوم الأربعاء 28 نوفمبر 2007 عن عمر يناهز 71 عامًا بعد صراع طويل مع المرض.

## وصلات خارجية
- علي الحداني على موقع أرشيف الشارخ.
- الراحل علي الحداني ..الشاعر الذي عرف الطريق إلى وجدان المغاربة
- فلسفة الحياة في زجل الراحل علي الحداني